# Bahnstrecke Lampertsmühle-Otterbach–Otterberg
| |                      |                                                       |                                                       |
| Streckennummer: | 3305                 |                                                       |                                                       |
| Kursbuchstrecke (DB): | 272f                 |                                                       |                                                       |
| Streckenlänge: | 3,9 km               |                                                       |                                                       |
| Spurweite: | 1435 mm (Normalspur) |                                                       |                                                       |
| |                      |                                                       |                                                       |
| \| \| \| von Lauterecken-Grumbach \| \| \| \| 0,0 \| Lampertsmühle-Otterbach \| 218,2 \| \| \| \| nach Kaiserslautern \| \| \| \| \| Lauterstraße/Kreisstraße 62, ehemals Bundesstraße 270 \| \| \| \| \| Hauptstraße \| \| \| \| 2,5 \| Erlenbach (Pfalz) \| 235,9 \| \| \| \| Landesstraße 387 \| \| \| \| \| Kapellenweg/Kreisstraße 39 \| \| \| \| 3,9 \| Otterberg \| 240,1 \| |                      |                                                       |                                                       |
| Strecke |                      | von Lauterecken-Grumbach                              | von Lauterecken-Grumbach                              |
| Bahnhof | 0,0                  | Lampertsmühle-Otterbach                               | 218,2                                                 |
| Abzweig ehemals geradeaus und nach rechts |                      | nach Kaiserslautern                                   | nach Kaiserslautern                                   |
| Bahnübergang (Strecke außer Betrieb) |                      | Lauterstraße/Kreisstraße 62, ehemals Bundesstraße 270 | Lauterstraße/Kreisstraße 62, ehemals Bundesstraße 270 |
| Bahnübergang (Strecke außer Betrieb) |                      | Hauptstraße                                           | Hauptstraße                                           |
| Haltepunkt / Haltestelle (Strecke außer Betrieb) | 2,5                  | Erlenbach (Pfalz)                                     | 235,9                                                 |
| Bahnübergang (Strecke außer Betrieb) |                      | Landesstraße 387                                      | Landesstraße 387                                      |
| Bahnübergang (Strecke außer Betrieb) |                      | Kapellenweg/Kreisstraße 39                            | Kapellenweg/Kreisstraße 39                            |
| Kopfbahnhof Streckenende (Strecke außer Betrieb) | 3,9                  | Otterberg                                             | 240,1                                                 |

Die Bahnstrecke Lampertsmühle-Otterbach–Otterberg war eine 3,9 Kilometer lange Stichbahn, die in Otterbach von der Lautertalbahn abzweigte. Die Strecke wurde 1911 von den Königlich Bayerischen Staatseisenbahnen zunächst ausschließlich für den Güterverkehr eröffnet. Ihr Hauptzweck bestand darin, die nördlich von Kaiserslautern liegende Stadt Otterberg an das Eisenbahnnetz anzuschließen, was letztere seit Jahrzehnten gefordert hatte. Personenverkehr gab es von 1919 bis 1954. Bis 1969 führte die Deutsche Bundesbahn noch Güterverkehr durch. Danach diente sie noch als Anschlussgleis für zwei Unternehmen. Der Betrieb wurde 1980 eingestellt und die Schienen abgebaut. Heute verläuft auf einem Teil der Strecke ein Wander- und Radweg.

## Geschichte

### Planung und Bau
Bereits im Jahr 1856 hatte sich die Stadt Otterberg um einen Bahnanschluss bemüht. Ein entsprechendes Komitee schlug eine Bahnlinie von Kaiserslautern über Otterberg und Kirchheimbolanden bis ins Großherzogtum Hessen vor. Kurze Zeit später wurde diskutiert, die geplante Alsenztalbahn von Bad Münster nach Kaiserslautern über Otterberg verlaufen zu lassen. Nachdem die Pfälzische Ludwigsbahn-Gesellschaft diesem Plan zunächst aufgeschlossen gegenübergestanden hatte, erteilte sie 1863 eine Absage. Sie begründete ihre Position damit, dass diese Linienführung wegen topographischer Probleme zu teuer sei. Des Weiteren sei es für die Alsenztalbahn, die als Fernverkehrsstrecke konzipiert wurde, in Bezug auf den zu erwartenden Verkehr in Nord-Süd-Richtung besser, wenn sie bei Hochspeyer von der Ludwigsbahn abzweige.

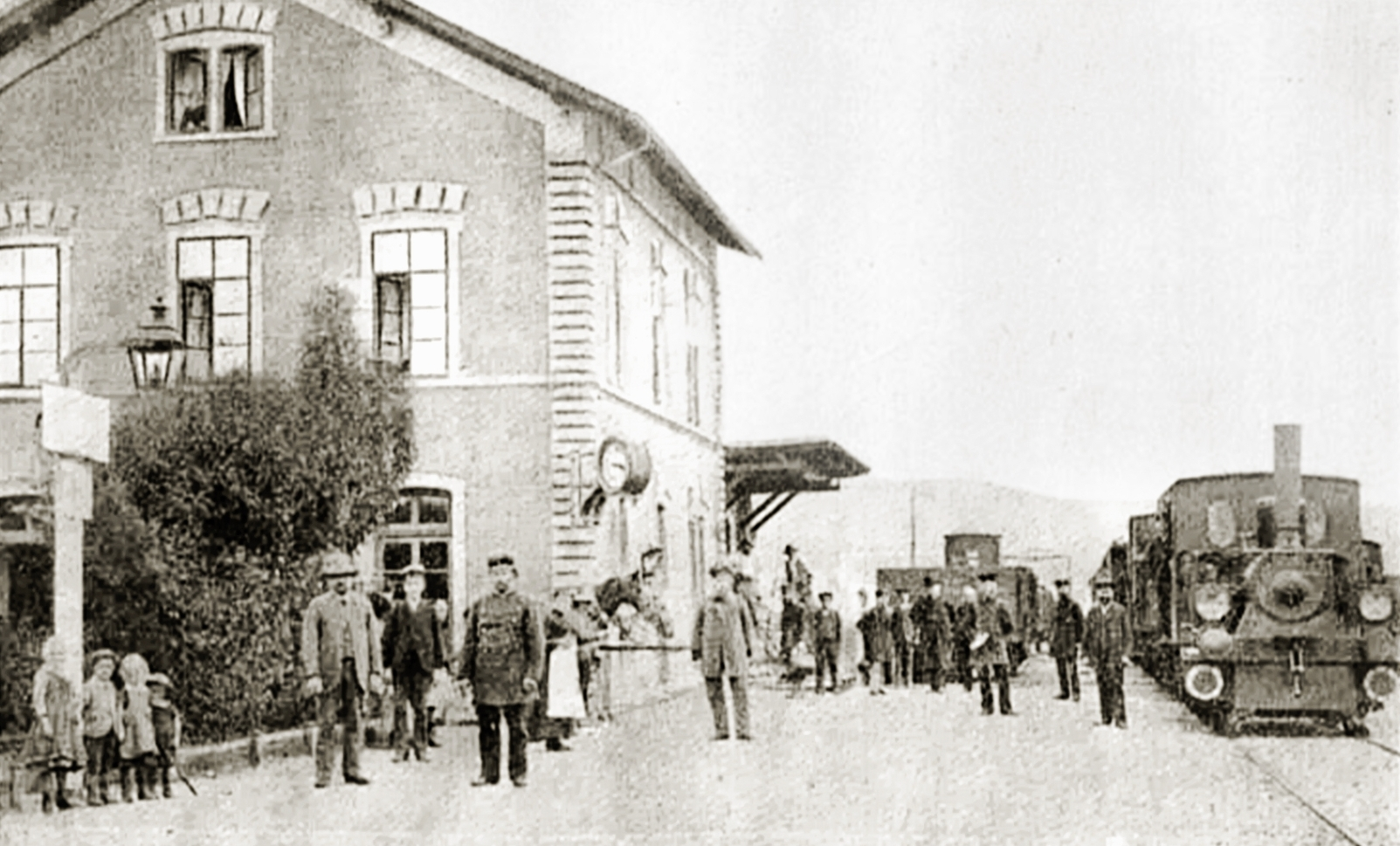
Bahnhof Lampertsmühle-Otterbach, ab 1911 Ausgangspunkt der Strecke nach Otterberg, im Jahr 1887

Im selben Jahr versuchte das Komitee im Zusammenhang mit Planungen zum Bau der Donnersbergbahn, eine Linienführung von Langmeil über Otterberg bis nach Kaiserslautern durchzusetzen. Dieses Vorhaben scheiterte ebenfalls aus Kostengründen. Zugleich gab es Bestrebungen, eine Bahnlinie im benachbarten Lautertal entstehen zu lassen, die 1883 eröffnet wurde. Zusammen mit einem Komitee in Wolfstein gab das Otterberger Pendant eine Denkschrift für eine Strecke von Kaiserslautern über Erlenbach und Otterberg heraus, in der man für eine Streckenführung entlang der Lauter plädierte. Eine direkte Anbindung von Otterberg erwies sich bei genauerer Betrachtung jedoch als zu umständlich, sodass der Plan verworfen wurde.
Um das Jahr 1870 wurde eine in Otterbach endende Stichstrecke geplant, die von einer im Lautertal verlaufenden Vollbahn abzweigen sollte. Aus finanziellen und wirtschaftlichen Gründen – die Errichtung der Lauterstrecke hätte zusätzliche Kosten von annähernd zwei Millionen Mark bedeutet – blieb das Projekt jedoch vorerst zurückgestellt. Erst im Jahre 1898 wurde das Vorhaben, Otterberg an die Lautertallinie anzubinden, wieder aufgegriffen. Der Stadtrat erteilte Konzession für die Planung, auch die Regierung stimmte im selben Jahr zu. Zwei Jahre später unterstützte auch das Bezirksamt Kaiserslautern die Bestrebungen der Stadt. Ein Bahnanschluss für Otterberg sei erforderlich, da die Stadt seit 60 Jahren nicht mehr gewachsen sei. Die Baukosten wurden auf insgesamt 390.000 Mark veranschlagt. Da die Pfalzbahn ihre Verstaatlichung erwartete, nahm sie den Streckenbau nicht mehr in Angriff. So kam es erst unter Regie der Königlich Bayerischen Staatseisenbahnen zur Umsetzung der Planungen.

### Folgezeit (1911–1945)
Die Nebenbahn, deren durchschnittliche Steigung 1:180 betrug, wurde am 1. Dezember 1911 eröffnet. Sie diente zunächst dem Güterverkehr und wurde im Oktober 1919 von der Bahnverwaltung auch für den Personenverkehr freigegeben. Die Idee, die Strecke entlang des Oden- und Moschelbachs bis nach Obermoschel zu verlängern, wurde nicht verwirklicht. 1920 wurde die neu gegründete Deutsche Reichsbahn Eigentümerin der Strecke. Im Jahre 1922 war angedacht, den Bahnhof Erlenbach, die einzige Zwischenstation der Strecke, wegen mangelnder Inanspruchnahme stillzulegen. Proteste der Bevölkerung verhinderten jedoch dieses Vorhaben.
In den 1930er Jahren wurde erwogen, die Bahnlinie bis an die Alsenztalbahn Hochspeyer–Bad Münster zu führen.
1936 löste die Deutsche Reichsbahn die Reichsbahndirektion Ludwigshafen auf und gliederte die Strecke in die Direktion Saarbrücken ein.
1939 übernachtete Adolf Hitler samt Sicherheitskräften in seinem Sonderzug auf der Bahnstrecke, als er zur Besichtigung der 1938 begonnenen Bautätigkeit am Westwall – dem Gegenstück zur Maginot-Linie – reiste. Am 5. Mai 1941 wurde unter dem Titel „Lebenswichtige Züge“ ein Verzeichnis herausgebracht, um trotz kriegsbedingter Einschränkungen ein Mindestangebot an Zügen aufrechtzuerhalten. Demnach mussten zwischen Kaiserslautern und Otterberg genau wie auf der benachbarten Lautertalbahn mindestens drei Züge verkehren.

### Von Kriegsende bis zur Stilllegung (1945–1994)
Von 1947 bis 1949 stand die Strecke wie das gesamte Eisenbahnnetz innerhalb der französischen Besatzungszone unter der Verwaltung der Betriebsvereinigung der Südwestdeutschen Eisenbahnen (SWDE), ehe 1949 die Deutsche Bundesbahn (DB) gegründet wurde. Bedingt durch die Abtrennung des Saarlandes wechselte die Strecke in den Zuständigkeitsbereich der Bundesbahndirektion Mainz. Diese veranlasste 1950, dass der Stückgutverkehr der Relation Kaiserslautern–Otterberg aufgrund kriegsbedingten Mangels an entsprechenden Wagen per Lastkraftwagen befördert wurde.
Mit Beginn des Sommerfahrplans am 23. Mai 1954 entfielen die Personenzugfahrten an Sonntagen. Wenige Monate später – mit Inkrafttreten des Winterfahrplans ab 3. Oktober 1954 – wurde der Personenverkehr zwischen Lampertsmühle-Otterbach und Otterberg komplett eingestellt. Die Strecke zählte damit zu den ersten Nebenstrecken, die bei der Deutschen Bundesbahn den Personenverkehr verloren. Jedoch enthielt der Buchfahrplan der Bundesbahndirektion Mainz im Sommer 1958 zwei Bedarfspersonengüterzüge, für die allerdings bis heute nicht eindeutig geklärt ist, ob sie auch jemals verkehrten. Ende November wurde der Agent abgezogen, mit dem der Bahnhof Otterberg bis dahin noch besetzt war. 1969 wurde der öffentliche Verkehr eingestellt aber vereinbart, die Strecke in ein Anschlussgleis zweier Firmen umzuwandeln.
In den nächsten zehn Jahren blieb die Unterhaltung der Gleisanlagen aus, so dass sich deren Zustand kontinuierlich verschlechterte und schließlich die Befahrung unmöglich wurde. Zum 1. Februar 1980 wurde der Fahrbetrieb komplett eingestellt und zwei Jahre später die Strecke zurückgebaut. Nur die ersten 200 Meter wurden noch bis 1994 als Zufahrtsgleis zu einem benachbarten Tanklager sporadisch genutzt, danach jedoch ebenfalls abgebaut.

## Betrieb

### Personenverkehr

Gleisplan im Bahnhof Lampertsmühle-Otterbach zu Zeiten der Nebenbahn nach Otterberg, deren Gleis im unteren Teil abgebildet ist

Nachdem die Strecke für den Personenverkehr freigegeben war, verkehrten die Züge entlang der Lautertallinie zunächst von beziehungsweise bis zum Kaiserslauterer Westbahnhof, später auch oft bis zum Hauptbahnhof der „Barbarossastadt“. Dabei mussten die Züge im Bahnhof Lampertsmühle-Otterbach stets aufwändig Kopfmachen, was die Fahrzeit in Kombination mit der ähnlich umständlichen Anbindung in Kaiserslautern West erheblich verlängerte. So dauerte zum Beispiel die etwa 12,5 Kilometer weite Fahrt von Otterberg in den Kaiserslauterer Hauptbahnhof mehr als eine halbe Stunde. Dies trug maßgeblich dazu bei, dass sich der Personenverkehr auf der Strecke lediglich dreieinhalb Jahrzehnte hielt. Die Straße konkurrierte und letztlich verlor die Strecke ihre Bedeutung im Personenverkehr. Bis 1929 schwankte die Zahl werktäglicher Zugpaare zwischen drei und fünf. Bis Ende der 1930er Jahre stieg diese Zahl auf acht an, um danach schrittweise zu sinken. Im Fahrplan von 1944 verkehrten lediglich einzelne in Otterberg beginnende Züge bis nach Kaiserslautern, in der Gegenrichtung nahmen sie erst im Bahnhof Lampertsmühle-Otterbach ihren Anfang.
Zum Zeitpunkt der Einstellung der Personenbeförderung verkehrten an Werktagen nur noch zwei Zugpaare. Im Kursbuch war die Strecke zuletzt unter der Nummer 272f aufgeführt. Die Züge wurden im Volksmund oft als „Krakauer Express“ bezeichnet.

### Güterverkehr
Im Güterverkehr diente die Bahn hauptsächlich dem Transport von Produkten aus der Landwirtschaft. Nachdem auf der Strecke der Personenverkehr eröffnet worden war, wurden die Güterwagen an den Personenzügen mitgeführt. Zu den Güterkunden zählten nach dem Zweiten Weltkrieg unter anderem das Unternehmen Eugen Hubing sowie die Raiffeisengenossenschaft Frankfurt, zu deren Privatgleisanschluss die Bahn 1969 umgewidmet wurde.

### Fahrzeugeinsatz
Für den Fahrzeugeinsatz war das nahe Bahnbetriebswerk Kaiserslautern zuständig. Anfangs kamen auf der Strecke Dampflokomotiven der pfälzischen Baureihe P5 zum Einsatz. Der Fahrplan von 1930 weist zudem Einsätze der T 4.I auf. Von 1938 bis 1941 übernahmen Loks der Baureihe 70.1, die der Badischen I g nachempfunden worden waren, einen Teil der Leistungen. Ab 1939 war die auf den Nachbarstrecken sehr weit verbreitete Baureihe 50 auf der Otterberger Bahn zu finden. Bedingt durch die Tatsache, dass infolge des Zweiten Weltkrieges viele Lokomotiven des Bahnbetriebswerks Kaiserslautern schadhaft waren, half von Januar 1950 bis Mitte 1951 die Baureihe 75.4/10–11 aus, ehe anschließend die Baureihe 86 in der Westpfalz eintraf. Ab 1952 kam zudem die Baureihe 71.0 zum Einsatz, die vor allem für Strecken mit schwacher Nachfrage konzipiert worden war.
Ab 1933 waren zudem Diesellokomotiven des Typs Köf II auf der Strecke anzutreffen. Die Baureihe V 100 kam ab Mitte der 1960er Jahre ebenfalls zum Einsatz.

### Betriebsstellen

#### Lampertsmühle-Otterbach
Der Bahnhof existierte seit 1883 als Unterwegsstation der Lautertalbahn. 1911 wurde er mit Eröffnung der Stichstrecke nach Otterberg zum Trennungsbahnhof. 1914 folgte die nach Weilerbach führende Bachbahn, die 1920 bis Reichenbach durchgebunden wurde. Nach der Stilllegung der beiden Strecken wurden die Gleisanlagen deutlich zurückgebaut. Der Verkehr nach Otterberg gestaltete sich sehr aufwändig, da die Züge den Bahnhof zunächst in nördlicher Richtung verlassen mussten, um anschließend einen Richtungswechsel auf die Stichbahn vorzunehmen.

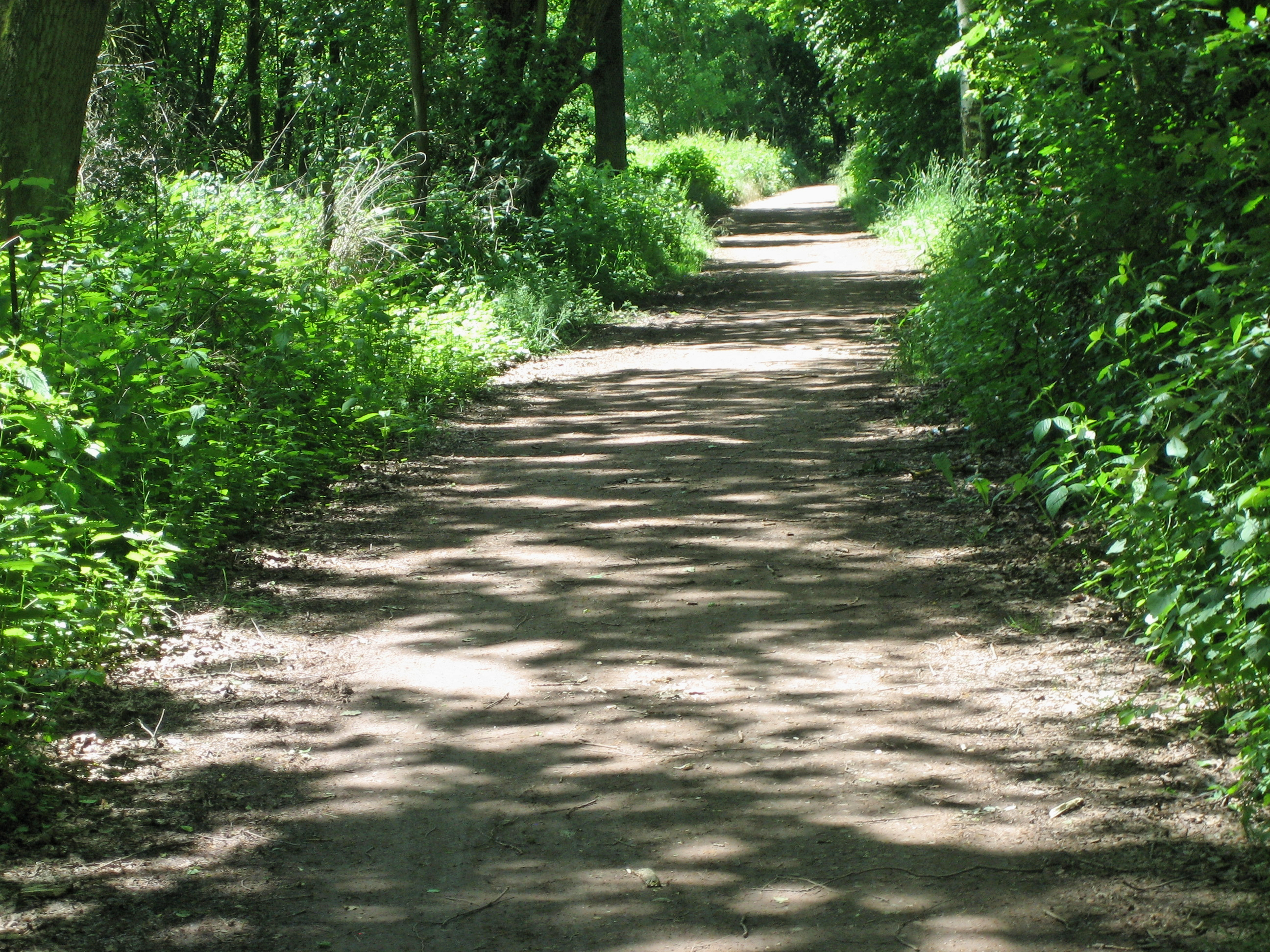
Frühere Bahntrasse bei Erlenbach

#### Erlenbach (Pfalz)
Erlenbach war die einzige Zwischenstation der Strecke. Obwohl 1916 bereits errichtet, war die Betriebsstelle offiziell noch nicht eröffnet worden. Sie lag von der gleichnamigen Ortschaft fast zwei Kilometer entfernt unmittelbar westlich der Distriktstraße zum Ort, der heutigen Landesstraße 387. Wegen dieser Entfernung war ihre Bedeutung für den Personenverkehr stets sehr gering. Nicht zuletzt deshalb war im Jahr 1922 geplant, den Bahnhof wegen mangelnder Inanspruchnahme stillzulegen, was durch Proteste der Bevölkerung vereitelt wurde. Der Bahnhof besaß zwei Gleise, die 92 beziehungsweise 93 Meter lang waren, sowie auf seiner südlichen Seite zwei Ladeplätze, wobei der eine etwas erhöht ausfiel und über eine Zufahrtsstraße verfügte. Auf der anderen Seite befand sich ein Lagerplatz. Am 1. Dezember 1952 wurde der Bahnhof parallel zur Schließung der Bahnagentur in einen unbesetzten Haltepunkt umgewandelt.

#### Otterberg
Der Bahnhof Otterberg verfügte über ein zur Gleisseite traufständig positioniertes, einstöckiges Empfangsgebäude mit einem Warte- und einem Dienstraum. An das Gebäude war ein Güterschuppen angebaut, dessen Außenwände mit Holz verkleidet waren. Außerdem existierten sowohl auf der Straßen- als auch auf der Gleisseite jeweils Laderampen. Darüber hinaus besaß der vergleichsweise große Bahnhof sechs Weichen und Nebengleise mit einer Länge von insgesamt 255 Metern. 1934 wurden am Bahnhof 26.088 Fahrkarten verkauft, während insgesamt 49.445 Personen abfuhren. Zudem wurden 11.907 Tonnen Güter empfangen und 4410 Tonnen versendet. Als die Strecke 1969 offiziell stillgelegt wurde, hatte der Bahnhof lediglich vier Wagenladungen empfangen; im Versand hatte er zu diesem Zeitpunkt bereits keine Rolle mehr gespielt.

## Verlauf und Relikte

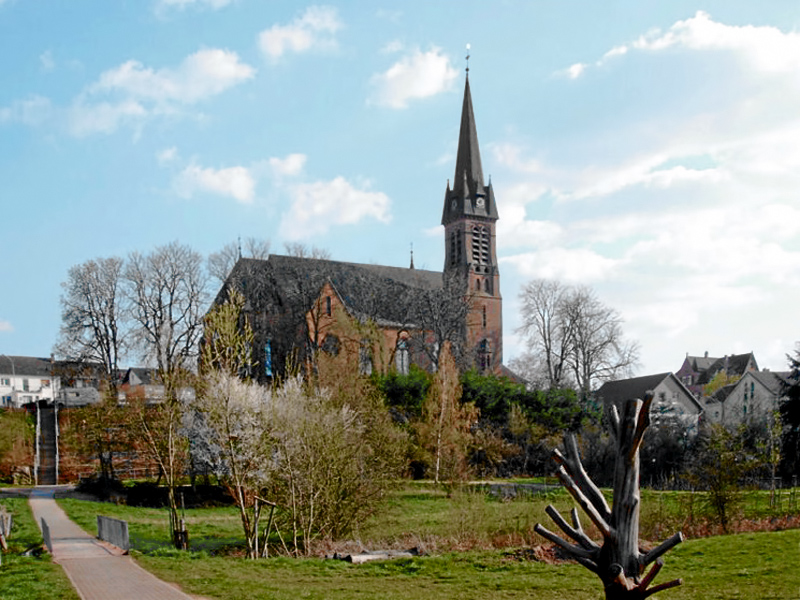
Der Otterbach innerhalb der gleichnamigen Gemeinde von Norden aus betrachtet. Im Hintergrund, jedoch noch vor dem Aufstieg zur römisch-katholischen Kirche, befand sich die Bahntrasse.

Die Strecke begann im Bahnhof Lampertsmühle-Otterbach und verließ ihn in östlicher Richtung. Am nördlichen Teil des Bahnhofs befand sich ein Stumpfgleis, auf dem die Züge die Richtung wechseln mussten. Unmittelbar danach kreuzte das Gleis die Lauterstraße, die früher Teil der Bundesstraße 270 war, und führte in Richtung Osten mitten durch das Siedlungsgebiet von Otterbach. Auf ihrer gesamten Länge verlief die Strecke entlang des orografisch linken Ufers des Otterbaches, einem Nebenfluss der Lauter. Nach rund vier Kilometern erreichte sie den Stadteingang von Otterberg, an dem die Bahnlinie endete.
Die Bahnstrecke befand sich innerhalb des heutigen Landkreises Kaiserslautern, lediglich im Bereich des Haltepunktes Erlenbach verlief sie für wenige hundert Meter auf der Gemarkung der kreisfreien Stadt Kaiserslautern, in die Erlenbach 1969 eingemeindet worden war. Mit Otterbach, Kaiserslautern und Otterberg durchquerte die Strecke die Gemarkung von insgesamt drei Ortsgemeinden beziehungsweise Städten.
Im Zeitraum von 1991 bis 2000 wurde, beginnend am Bahnhof Lampertsmühle-Otterbach, ein Rad- und Wanderweg angelegt. Dieser befindet sich auf einer Länge von insgesamt 2,9 Kilometern auf der Trasse der Bahnstrecke, ist jedoch nicht explizit ausgeschildert. In Otterberg endet er am Kapellenweg, der zugleich die Kreisstraße 39 bildet.